# 프린스 사우드 빈 잘라위 스타디움
프린스 사우드 빈 잘라위 스타디움(아랍어: ملعب الأمير سعود بن جلوي, 영어: Prince Saud bin Jalawi Stadium)은 사우디아라비아 코바르에 있는 15,000명을 수용할 수 있는 다목적 경기장이다. 현재 사우디 프로페셔널리그 알카디시아 FC가 홈구장으로 사용하고 있다.